# 미생물 연료 전지
미생물 연료 전지(微生物燃料電池, microbial fuel cell, MFC, microbial desalination cell)는 세균을 사용하여 자연에서 볼 수 있는 세균의 상호작용을 모방함으로써 전류를 끌어들이는 생물전기화학 시스템이다. MFC는 2개의 포괄적인 분류로 묶을 수 있다: 매개성(mediated), 비매개성(unmediated). 20세기 초 증명된 매개성 MFC는 한 매개자를 사용하였는데, 이 매개자는 세포 내 세균의 전자를 양극(anode)으로 옮겨주는 화학물질이다. 비매개성 MFC는 1970년대에 등장하였으며 이 유형의 MFC에서 세균은 일반적으로 자신의 외막에 c-타입 사이토크롬 등의 전기화학적으로 활성화된 산화 환원 단백질을 보유하고 있어서 전자를 직접 양극에 전달할 수 있다. 21세기 MFC는 폐수처리에 상업적으로 사용되기 시작했다.

## 역사
전기를 생산하기 위해 미생물을 사용한다는 개념은 21세기 초 구상되었다. M. C. 포터는 이 주제를 1911년에 시작하였다.

## 같이 보기
- 수소 가설

## 추가 문헌
- Rabaey, Korneel; Rodríguez, Jorge; Blackall, Linda L; Keller, Jurg; Gross, Pamela; Batstone, Damien; Verstraete, Willy; Nealson, Kenneth H (2007). “Microbial ecology meets electrochemistry: Electricity-driven and driving communities”. 《The ISME Journal》 1 (1): 9–18. doi:10.1038/ismej.2007.4. PMID 18043609.
- Pant, Deepak; Van Bogaert, Gilbert; Diels, Ludo; Vanbroekhoven, Karolien (2010). “A review of the substrates used in microbial fuel cells (MFCs) for sustainable energy production”. 《Bioresource Technology》 101 (6): 1533–43. doi:10.1016/j.biortech.2009.10.017. PMID 19892549.